# D.Kallahalli, Arsikere
D.Kallahalli là một làng thuộc tehsil Arsikere, huyện Hassan, bang Karnataka, Ấn Độ.